# Sabina de Württemberg
Sabina de Württemberg (em alemão:  Sabine; Montbéliard, 2 de julho de 1549 — Rotemburgo do Fulda, 17 de agosto de 1581) foi a primeira condessa-consorte de Hesse-Cassel.

## Família
Sabina era a quarta filha do duque Cristóvão de Württemberg e da marquesa Ana Maria de Brandemburgo-Ansbach. Entre os seus irmãos estava a duquesa Leonor de Württemberg, esposa de Jorge I, Conde de Hesse-Darmstadt. Os seus avós paternos eram o duque Ulrich de Württemberg e a princesa Sabina da Baviera. Os seus avós maternos eram o marquês Jorge de Brandemburgo-Ansbach e a duquesa Edviges de Münsterberg-Oels.

## Casamento e vida em Cassel
Sabina casou-se no dia 11 de fevereiro de 1566 com o conde Guilherme IV de Hesse-Cassel, cujo irmão mais novo, o conde Luís IV de Hesse-Marburgo, estava já casado com a sua irmã mais velha, Edviges, e que tinha conhecido quando Guilherme estava a negociar o casamento de Luís com o seu pai. O casamento foi celebrado de forma luxuosa.
A condessa preocupava-se com o bem-estar do seu Estado e criou a Farmácia Gratuita da Corte, que estava aberta não só a membros da corte, mas também a toda a população de Cassel.
O casamento de Guilherme e Sabina foi descrito como feliz. Guilherme determinou no seu testamento que, caso morresse antes da esposa, Sabina seria a regente do Estado em nome do seu filho mais velho, Maurício. Contudo, Sabina morreu antes do marido, em 1581.

## Descendência
1. Ana Maria de Hesse-Cassel (27 de janeiro de 1567 – 21 de novembro de 1626), casada com o conde Luís II de Nassau-Saarbrücken; com descendência.
2. Edviges de Hesse-Cassel (30 de junho de 1569 – 7 de julho de 1644), casada com o duque Ernesto de Holstein-Schauenburg; sem descendência.
3. Inês de Hesse-Cassel (30 de junho de 1569 – 5 de setembro de 1569), morreu aos dois meses de idade.
4. Sofia de Hesse-Cassel (10 de junho de 1571 – 18 de janeiro de 1616), morreu aos quarenta e quatro anos; sem descendência.
5. Maurício I, Conde de Hesse-Cassel (25 de maio de 1572 - 15 de março de 1632), casado primeiro com a condessa Inês de Solms-Laubach; com descendência. Casou-se depois com Juliana de Nassau-Dillenburg; com descendência.
6. Sabina de Hesse-Cassel (12 de maio de 1573 - 29 de novembro de 1573); morreu aos seis meses de idade.
7. Sidónio de Hesse-Cassel (29 de junho de 1574 - 4 de abril de 1575), morreu aos nove meses de idade.
8. Cristiano de Hesse-Cassel (14 de outubro de 1575 - 9 de novembro de 1578), morreu aos três anos de idade.
9. Isabel de Hesse-Cassel (11 de maio de 1577 - 25 de novembro de 1578), morreu aos dezoito meses de idade.
10. Cristina de Hesse-Cassel (19 de outubro de 1578 - 19 de agosto de 1658), casada com o duque João Ernesto de Saxe-Eisenach; sem descendência.
11. Juliana de Hesse-Cassel (nascida e morta a 9 de fevereiro de 1581)